# Aleksandr Amfitieatrow
Aleksandr Walentinowicz Amfitieatrow (ros. Александр Валентинович Амфитеатров, ur. 26 grudnia 1862 w Kałudze, zm. 26 lutego 1938 w Levanto) – rosyjski pisarz i publicysta.

## Życiorys
Ukończył ze złotym medalem moskiewskie gimnazjum, a w 1885 Wydział Prawny Uniwersytetu Moskiewskiego, pracował w pismach prawniczych; poznał wówczas Antona Czechowa. W 1899 brał udział w zakładaniu gazety „Rossija”, gdzie publikował teksty z zakresu krytyki literackiej. W 1902 za krytykę carskiej polityki został zesłany do Minusińska, później do Wołogdy, w 1903 wrócił ze zsyłki, w 1904 wyemigrował do Paryża, gdzie wydawał pismo „Kranoje Znamia”, 1906-1916 mieszkał we Włoszech, gdzie pracował nad powieściami historycznymi Wośmidiesiatniki (wydaną w dwóch tomach w 1907) i Diewiatidiesiatniki (wydaną w dwóch tomach w latach 1910-1911) - naturalistycznymi powieściami-kronikami z życia rosyjskiej inteligencji końca XIX w., zawierającymi wątki sensacyjne. W 1916 wrócił do Rosji, w 1917 za krytykę w prasie ministra Protopopowa został zesłany do Irkucka, jednak wkrótce objęła go amnestia ogłoszona po rewolucji lutowej, po czym zamieszkał w Piotrogrodzie. W latach 1919–1921 był trzykrotnie aresztowany przez organa Czeki, w związku z czym 23 sierpnia 1921 wyemigrował do Finlandii, następnie udał się do Berlina, później do Pragi, a w końcu do Levanto. Jest autorem wielu opowiadań i dramatów o problemach społecznych współczesnej mu Rosji. W 1929 wydał w Berlinie zbiór opowiadań Odierżymaja Ruś i (w Belgradzie) tom esejów Litieratura w izgnanii.